# Возвращение Розовой пантеры
«Возвращение Розовой пантеры» (англ. The Return Of The Pink Panther) — кинофильм об инспекторе Жаке Клузо, третье появление Питера Селлерса в роли Клузо после серии фильмов «Розовая пантера» и «Выстрел в темноте».

## Сюжет
Неуклюжесть инспектора Клузо привела к тому, что его понизили в должности. Но французское правительство заставляет Дрейфуса вернуть Клузо на его место, чтобы он мог помочь выдуманной ближневосточной нации лугашей расследовать кражу бриллианта «Розовая пантера», который вновь пропал.
Исследовав музей и чуть не разрушив его, Клузо приходит к выводу, что Чарльз Литтон, также известный как Фантом, решил повторить самое позорное преступление в своей карьере…

## В ролях
- Питер Селлерс — инспектор Жак Клузо
- Кристофер Пламмер — сэр Чарльз Литтон
- Кэтрин Шелл — леди Клодин Литтон
- Херберт Лом — главный инспектор Шарль Дрейфус
- Питер Арни — полковник Шарки
- Питер Джеффри — генерал Вадафи
- Грегуар Аслан — шэф полиции Лундаллан
- Андре Маранн — сержант Франсуа Шевалье
- Берт Куок — Като Фонг
- Виктор Спинетти — консьерж
- Кливленд, Кэрол — ныряльщица в бассейне

## Награды и номинации
В 1977 году «Возвращение Розовой пантеры» получило две награды «Evening Standard British Film Award» в категории «Лучшая комедия» (Блейк Эдвардс) и «Лучший актёр» (Питер Селлерс).
Фильм был также номинирован на премию «Золотой глобус» в категории «Лучший фильм (комедия или мюзикл)», «Лучшая мужская роль (комедия или мюзикл)» (Питер Селлерс) и «Лучшая музыка» (Генри Манчини). Альбом с саундтреком фильма был номинирован на «Грэмми».

## Интересные факты
- Продюсер фильма Тони Адамс появляется в фильме в камео слуги.
- Питер Селлерс в «Возвращение Розовой пантеры» впервые использует преувеличенный французский акцент, ставший впоследствии отличительной чертой инспектора Клузо.
- Джули Эндрюс сыграла в фильме эпизодическую роль служанки, но сцены с её участием были вырезаны, а затем безвозвратно потеряны.
- В одной из сцен можно заметить на стене квартиры инспектора Клузо портрет Владимира Ильича Ленина[3].